# Mimoplocia splendens
Mimoplocia splendens är en skalbaggsart som beskrevs av Hüdepohl 1995. Mimoplocia splendens ingår i släktet Mimoplocia och familjen långhorningar.
Artens utbredningsområde är Filippinerna. Inga underarter finns listade i Catalogue of Life.